# 盛運汽船

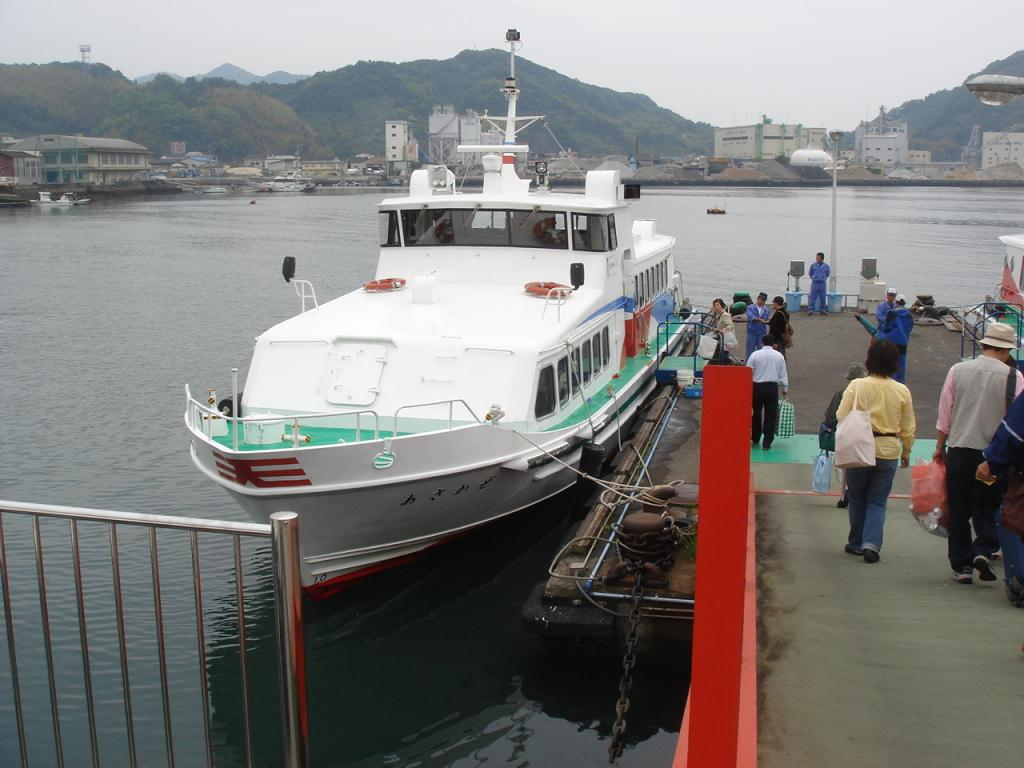
高速船「あさかぜ」

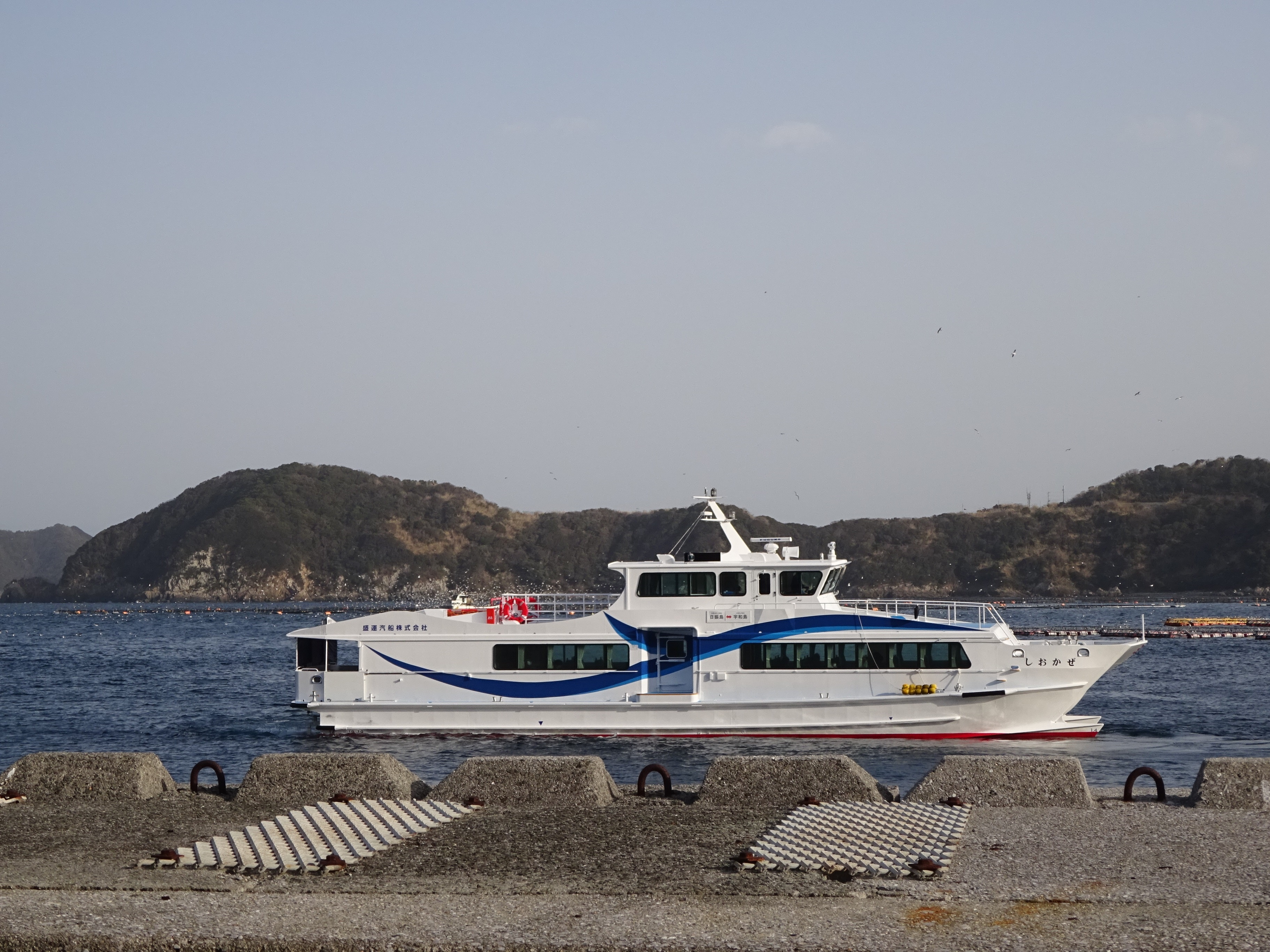
高速船「しおかぜ（2代目）」

盛運汽船株式会社（せいうんきせん）は、愛媛県宇和島市栄町港に本社を置く海運会社。愛媛県宇和島市の宇和島港と三浦半島、嘉島、戸島、日振島を結ぶ航路を運航している。

## 沿革
- 1933年 - 株式会社盛運社設立。宇和島運輸の傘下となる。
- 1943年 - 盛運汽船株式会社に商号変更。
- 1947年 - 宇和島運輸の傘下から離れる[1]。
- 1953年 - 盛運バス株式会社を設立し、自動車運送事業を開始。
- 1959年 - 自動車運送事業を宇和島自動車に譲渡[2]。
- 1998年 - 現在地に本社移転。

## 航路
- 普通船「しらさぎ」
  - 宇和島 - 嘉島 - 戸島 - 日振島 - 宇和島
- 高速船「ゆきかぜ」
  - 宇和島 - 嘉島 - 矢ヶ浜 - 小内浦 - 戸島 - 大島 - 蔣淵 - 宇和島
- 高速船「しおかぜ」
  - 宇和島 - 日振島 - 遊子 - 宇和島

## 船舶

### 運航中の船舶
しらさぎ
貨客船（定員80名）。2003年進水、栗之浦ドック建造。
しおかぜ (2代)
双胴型高速艇（定員72名）。2011年進水、三保造船所建造。
ゆきかぜ
単胴型高速艇（定員64名）。2022年進水。瀬戸内クラフト建造。鉄道建設・運輸施設整備支援機構（JRTT）の船舶共有建造制度による支援を受けた。

### 過去の船舶
はやかぜ
1974年竣工、
しおかぜ (初代)
1976年竣工、三保造船所建造。
あけぼの
1992年竣工、三保造船所建造。「しおかぜ」の就航により2011年に引退、海外売船された。
あさかぜ
高速船（定員80名）。1997年進水、三保造船所建造。